# 来る来るミラクル
『来る来るミラクル』（くるくるミラクル）は、2010年4月23日から2011年9月30日まで中部日本放送（CBC）で放送された情報バラエティ番組。全69回。放送時間は毎週金曜 24:17 - 25:27 (JST)。

## 概要
若年層にターゲットを絞った内容で放送されていた深夜番組で、CBCテレビにとっては『イッポウ』や『なるほどプレゼンター!花咲かタイムズ』に続く第3の「情報ワイド番組」という位置付けで開始された。生放送ではなかったが、「情報ワイド番組」という位置付け上、スタジオパートは編集を極力排した生放送風の進行を持ち味としていた。
正式タイトルは、当初は『ナゴヤ発 ネクスト・ジェネレーション・ワイド 来る来るミラクル』だったが、2011年4月をもって『エンタメSCHOOL 来る来るミラクル』と改められた。

## 出演者

### 司会
- ジャルジャル（後藤淳平・福徳秀介）

### コメンテーター
- 品田英雄（日経エンタテインメント!編集委員） - 2011年4月から出演。

### 準レギュラー
- 芹那

### アシスタント
- 夏目みな美（CBCアナウンサー）

### リポーター
- 小川健太（CBCアナウンサー）
- 佐藤幹朗（CBCアナウンサー）
- ウーマンラッシュアワー（村本大輔・中川パラダイス）
- GAG少年楽団（坂本純一・宮戸洋行・福井俊太郎）
- インソク（SHU-I）

## 主なコーナー
- ミラクル仕事人 - リポーターが取材するお店の一日バイト体験を通じて、そのお店の裏側を調査する。
- ジャルジャルの行きつけたい! - ジャルジャルが有名人御用達の料理店を取材するが、後藤と福徳の注文するメニューが一致しないと食べられない上、行きつけ店に認定されないというルールがある。
- ミラクルCDショップ - CBCに毎週届く大量の最新音楽CDをチェックし、毎回決められるテーマに合う楽曲を選ぶ新譜紹介コーナー。
- ミラクルシネマ - 新作映画紹介と、その映画にちなんだテーマで過去の作品も取り上げる。
- 出動!3カメ隊 - テーマを元に3人のアナウンサーがカメラと共に取材に行く。
- なんジャルこりゃ!? - ジャルジャルの2人が「なんジャルこりゃ〜〜!?」と叫びたくなる人や物、場所のもとへ訪れる。
- テレビお初グルメ - 名古屋の繁華街「栄」でテレビで取材されたことのない店を見つけ取材する。
- フリップ30枚でわかる今週のエンタメ - タイトル通り旬のエンタメ情報を手書きフリップ30枚を使って取り上げる。
- スキ歌リサーチ - インソクが毎回街に繰り出し、街行く人の「CDを買ってまで聴きたい好きな歌」は何かを調査する。
- ジャルジャルの部屋 - スタジオにゲストを招いてのトークコーナー。
- 映画ツウ講座 - 新作映画を毎週1本紹介する。

## スタッフ
- ディレクター - 横山公典、松尾浩康、杉原衣美
- プロデューサー - 大谷佐代
- 製作著作 - CBC